# ساده (شهرستان پوزنانگ)
ساده (به لهستانی:  Sady) یک روستا در لهستان است که در گمینا تارنووو پودگورنه واقع شده‌است. ساده ۸۹۱ نفر جمعیت دارد.